# أيل مقنزع
الأيّل المقنزع (الاسم العلمي: Elaphodus cephalophus) نوع من الأيائل الصغيرة التي تتميز بخصل من الشعر أسود بارز على جبهته. وهو قريب من المنتجق، الذين يعيشون في الشمال إلى حد ما على مساحة واسعة من وسط وشمال شرق الصين ميانمار. على الرغم من أنه يعاني من الإفراط في الصيد وفقدان الأراضي، وهذا لا يعتبر إلى أنها تتعرض للخطر. ويقتصر على الأراضي الجبلية الحرجية التي تصل إلى 4500 متر فوق مستوى سطح البحر، مما يجعل من الصعب دراسة هذا النوع.

## السلالات
تم التعرف على أربعة سلالات من الأيائل مقنزعة، مع وجود حالة مشكوك فيه في التصنيف :
- (E. c. cephalophus) - أكبر السلالات، معطف بني اللون، وجدت في جنوب غرب الصين وشمال شرق ميانمار.
- (E. c. michianus) - لها خطم ضيق نسبيا، وجدت في جنوب شرق الصين.
- (E. c. ichangensis) - لها خطم واسع نسبيا، ومعطف رمادي اللون، وجدت في الصين الوسطى.
- (E. c. forciensus) - المشكوك فيه والتوزيع غير الواضح لهذه السلالة.

## الوصف

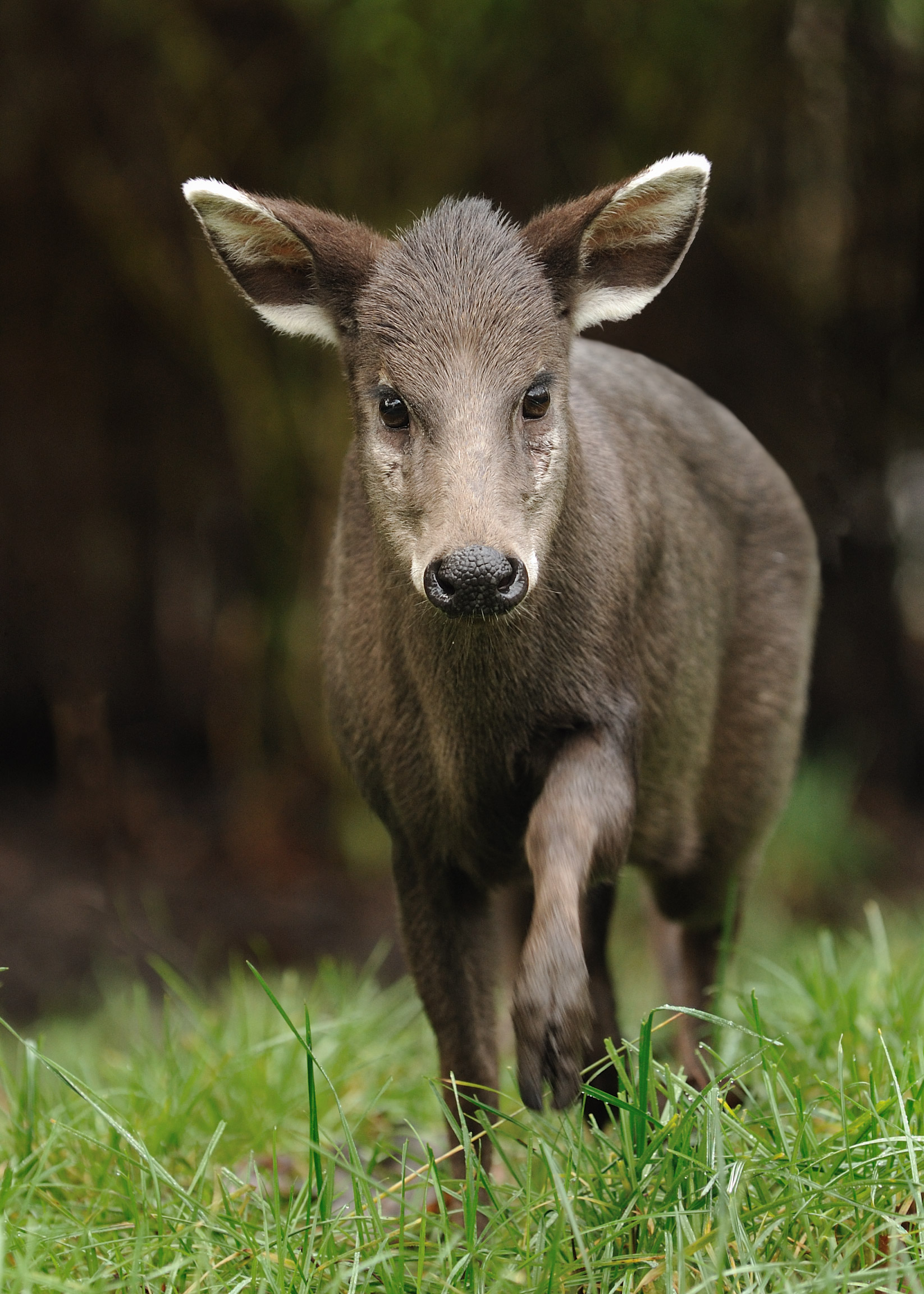
أنثى الأيل المقنزع

- أيل المقنزع يشبه في شكله الأيل المنتجق في المظهر ولكن لم بعد الرقبة وساقيه أعطاه مظهر أصغر حجما قليلا.معطفه خشن مع الشعر القصير والقاسي ،بصبح أسودا في الشتاء ويتغير صيفا أي مظهر الشوكولا البني.

الشفاه وجزء من الأذنين والجزء السفلي من الذيول لونهم أبيض ويستخدم الأيل المقنزع الذيل الأبيض كإشارة إنذار من قبل أن يلوذوا بالفرار.،ولعل الميزة الأبرز لهذا الأيل هو خصلة من الشعر على شكل حدوة حصان على الجبهة ما بين البني والأسود.
- يمكن أن تصل إلى 17 سم في الطول. والوزن يختلف كثيرا بين 17 -50 كغم. الذيل قصير حوالى 10 سم في الطول.وقرن الأيل المقنزع موجود فقط في الذكور وقصيرة للغاية، وتكاد تكون خفية في الخصلة الطويلة من الشعر على جباهها، كما أن ذكر الأيل المقنزع يملك مايشبه الأنياب الطويلة والحادة التي تبرز من أفواههم .

## المسكن
- مسكن الأيل المقنزع الأساسي هو الصين حيث وجدت في الجنوب من الساحل الشرقي لمنطقة التبت الشرقية، ولكنها غير موجودة في أقصى جنوب البلاد.
- هناك سجلات قديمة من هذا النوع في شمال شرق ميانمار، ولكن الاستطلاعات الأخيرة فشلت في العثور على أي منها، ربما بسبب عدم وجود دراسات استقصائية عن موطنها المفضل.
- الأيل المقنزع تعيش في أماكن عالية، وفي الغابات الرطبة من 500م إلى 4500م. ويوجد في كل من الغابات الواسعة النطاق مع إمدادات المياه العذبة. توافر اللعقات الملح هو أيضا عاملا إيجابيا على وجود هذا الحيوان. هذه الأيائل قادرة على تحمل الإنسان، وتوجد أحيانا في الأراضي المزروعة.

## التكاثر

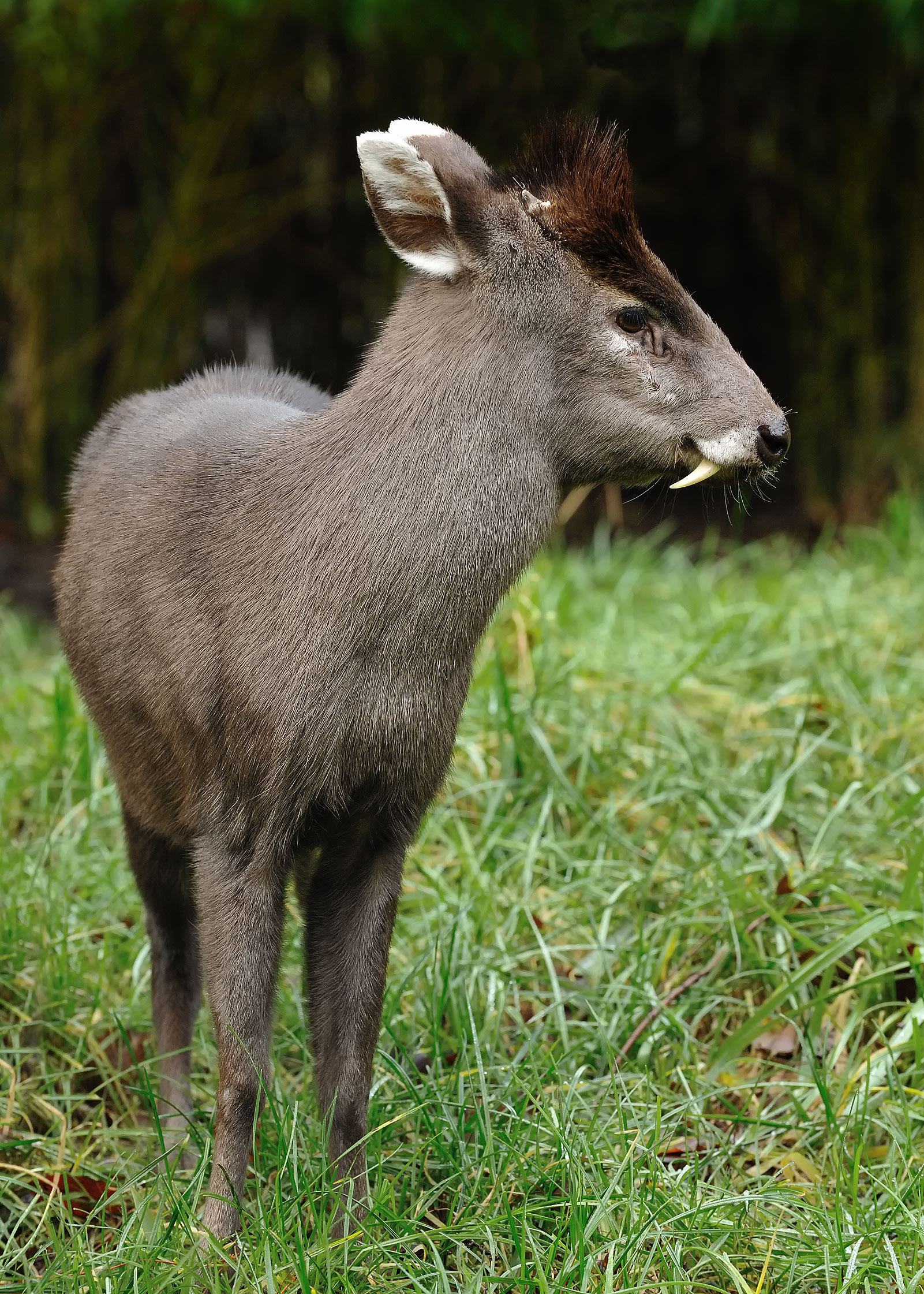
أيل المقنزع ونشاهد الناب الظاهر على أفواهها

- أيل مقنزع هي انفرادية أو في بعض الأحيان في مجموعة زوجية، هو حيوان خجول ويفضل الأماكن ذات الغطاء الجيد حيث تستطيع التمويه جيدا، وعندما تجزع سيتيح لها الخروج من اللحاء قبل أن يلوذ بالفرار في نمط وحشي، وعرض له الردف الأبيض مع كل قفزة ويتخبط بمنصبه ، مما يجعل من الصعب على العدو أن يتبعه.
- موسم التزاوج يحدث بين أيلول / سبتمبر وكانون الأول / ديسمبر خلالها بصوت عال بجعل نباح الذكور يمكن سماع بسهولة. وتستمر فترة الحمل حوالي 6 أشهر، والأخفاش من 1 إلى 2 وليد في أوائل الصيف.الصغير يصبح ناضج جنسيا في سن 1-2 سنة، ويمكن أن ترقى إلى مستوى 10-12 سنة في البرية. العمر الافتراضي هو أقصر بكثير في الأسر بحوالي 7 سنوات بسبب الزيارات المتكررة من قبل البشر يجعل من هذا الحيوان الخجول غير مرتاح مع البشر.

## التهديدات والحفاظ عليه
- وضعت استطلاعات الرأي في فترة من سنة 1998 ويقدر عدد الأفراد حوالي 300،000 - 500،000 فردا وإن كانت كبيرة، مما بِدي إلى انخفاض كبير مؤكد.الإفراط في استغلال الحيوانات الكبيرة في الصين يشكل تهديدا خطيرا ليس فقط لهذه الأنواع.وخصوصا بعد جهود المحافظة القوية على غيرها من الأنواع المعرضة للخطر أكثر مثل الباندا.
- خسارة الموائل هو أيضا قضية في هذا البلد النامي بسرعة. وهذه الأنواع هي على النحو الوارد الأنواع المحمية المقاطعة في كثير من الأماكن، ولكن ليست محمية من قبل القانون الوطني. ويحدث ذلك في عدد من المناطق المحمية. ويجب القيام بدراسة بشأن هذه الأنواع المعروفة لحماية الأيل المقنزع حماية فعالة.

## اقرأ كذلك
- قائمة مزدوجات الأصابع حسب العدد